# Умберто Гроссо
Умберто Гроссо (італ. Umberto Grosso; 4 жовтня 1890, Пінероло — 29 березня 1941, Середземне море) — італійський морський офіцер. Проходив службу у Королівських військово-морських силах Італії під час Першої та Другої світових воєн.

## Біографія
Умберто Гроссо народився 4 жовтня 1890 року у Пінероло (П'ємонт). У 18 років вступив на службу до лав ВМС Італії. Після проходження курсу навчання на артилериста ніс службу на міноносцях, брав участь в італійсько-турецькій війні.
Під час Першої світової війни ніс службу на лінкорі «Конте ді Кавур». Отримав звання Капо 1 класу (італ. Capo di prima classe). Ніс службу на різних кораблях.
У 1938 році був скерований у Військово-морську академію в Ліворно, де отримав звання молодшого лейтенанта, і у 1940 році був призначений на крейсер «Зара». 
На борту крейсера брав участь у боях біля Пунта Стіло і біля мису Матапан. У цьому бою крейсер був важко пошкоджений вогнем британських лінкорів, загорівся і втратив хід. Капітан корабля Луїджі Корсі наказав затопити корабель. Умберто Гроссо був одним з офіцерів, які кинулись і погріб боєзапасу,  щоб підірвати корабель. У цей час в корабель влучили 4 торпеди, випущені з британського есмінця «Джервіс». Від влучання торпед погреби боєзапасу вибухнули .
Загинуло 782 члени екіпажу, включаючи командира дивізії адмірала Карло Каттанео, капітана корабля Луїджі Корсі та його заступника Вітторіо Джаннанастасіо.
Умберто Гроссо посмертно був нагороджений золотою медаллю «За військову доблесть».

## Нагороди
- Золота медаль «За військову доблесть»
- Пам'ятна медаль італійсько-турецької війни 1911—1912
- Пам'ятна медаль Італо-австрійської війни 1915—1918 з чотирма зірками
- Медаль Перемоги
- Медаль «В пам'ять об'єднання Італії»

## Вшанування
На честь Умберто Гроссо був названий корвет Umberto Grosso (F 541) типу «П'єтро де Крістофаро» - 